# Schwarze Spiegel
Schwarze Spiegel ist eine Erzählung des deutschen Schriftstellers Arno Schmidt (1914–1979). Die 1951 zuerst im Band Brand’s Haide zusammen mit der Erzählung Brand’s Haide veröffentlichte Erzählung wurde später gemeinsam mit Aus dem Leben eines Fauns und Brand’s Haide als letzter Teil der Trilogie Nobodaddy’s Kinder neuveröffentlicht. Die Erzählung handelt vom Vagabundieren eines der letzten Menschen nach der großen Katastrophe des Dritten Weltkriegs, der die Menschheit fast vollständig vernichtet hat. Das Ich baut sich in der Lüneburger Heide ein Haus und begegnet dort schließlich – nach sieben Jahren ohne menschliche Gesellschaft – doch noch einem anderen Menschen.

## Inhalt
Der erste Teil der Erzählung beginnt am 1. Mai 1960, fünf Jahre nach der atomaren Zerstörung der Zivilisation im Dritten Weltkrieg, der einen Großteil vor allem des menschlichen Lebens auf der Erde ausgelöscht hat. Der namenlose Erzähler streift allein – er hat „seit den fünf Jahren“ keinen lebenden Menschen mehr gesehen – auf einem Fahrrad durch die Lüneburger Heide. Er gelangt ins Heidedorf Cordingen (bei Walsrode), wo er in einem nur noch von menschlichen Skeletten und einem Fuchs bewohnten Haus übernachtet. Am nächsten Tag erkundet er den menschenleeren Ort und besichtigt die Überreste der Zivilisation – er echauffiert sich über Illustrierte, Schlager und Beamte und besichtigt das Postamt.
Der Ich-Erzähler, der unverkennbar Züge von Arno Schmidt trägt (z. B. Geburtsdatum), fährt mit dem Fahrrad und einer primitiven Überlebensausrüstung durch eine von Massenvernichtungswaffen menschenleer gewordene Welt. Ein Grund für sein eigenes Überleben wird nicht genannt. Die Katastrophe, die sich aus der Sicht des als Zeitpunkt der Erzählung angenommenen Jahres 1960 „vor fünf Jahren“ ereignet hat, scheint vor allem die Menschen betroffen zu haben – die Pflanzenwelt ist weitgehend unberührt, die Tierwelt dezimiert, aber noch vorhanden. Über die Reste der Zivilisation breitet sich wieder die Natur aus. Unmittelbarer Ort der Handlung ist – typisch für Arno Schmidt – die Lüneburger Heide, durch die der letzte Überlebende, nach einer langen Reise von Italien herkommend, vagabundiert, bevor ihn der Zufallsfund eines ehemaligen britischen Verpflegungslagers dazu animiert, sesshaft zu werden und ein Holzhaus zu errichten. Zu dessen Ausstattung – mit Büchern und Bildern – unternimmt er eine Fahrradfahrt ins zerstörte und menschenleere Hamburg, wo er Museen und Bibliotheken plündert.
Oft erklärt der Erzähler, über das Ende der Menschheit nicht unglücklich zu sein – diese habe sich als überwiegend vernunftlos und destruktiv erwiesen, und letztendlich sei es „besser so“. Die Menschenleere projiziert er ins Transzendente und verbindet „eine kluge Gedankenspielerei“ mit seiner Wahrnehmung, und in diesem Zusammenhang erscheint der Titel der Erzählung: Die graphische Darstellung des Einheitskreises als „schicklichstes Symbolum von Mensch im All […], in dem sich Alles spiegelt“ und verkürzt, „wobei die Unendlichkeit […] zum tiefsten inneren Mittelpunkt“ wird, assoziiert er mit seiner Betrachtung des Nachthimmels: „(Kurz draußen). Mond: als stiller Steinbuckel im rauhen Wolkenmeer. Schwarze Spiegel lagen viel umher“. Der Einsamkeit entgegenwirkend, personifiziert der Erzähler immer wieder die unbelebte Natur; im Alkohol-Rausch durch die Vegetation taumelnd, erscheinen ihm Büsche, Bäume und Wind als Gefährten, die ihn berühren und zu denen er manchmal sogar spricht. Mehrfach unternimmt er „in den leeren Schalen der Häuser“ Kommunikationsversuche mit verstorbenen Menschen. Z. B. schreibt er vom Postamt an Herrn Klopstock: „Anbei den Messias zurück“. Höhepunkt des ersten Teils ist der Beweis der seit dem 17. Jahrhundert ungelösten Fermatschen Vermutung: „Die schwarze Kuppel der Nacht: aus dem kreisrunden Oberlicht im Zenit kam es giftigklar und so hohnhell, dass der Schnee Augen und Sohlen brannte. Ich setzte mich auf die oberste meiner beiden Holzstufen und schrieb auf einen großen Bogen: Das Problem des Fermat. In {\displaystyle A^{N}+B^{N}=C^{N}} soll, die Ganzzahligkeit aller Größen vorausgesetzt, N nie größer als 2 sein können. Ich bewies es mir rasch so: (1){\displaystyle A^{N}=C^{N}-B^{N}} […] Flink zogen sich die Symbole aus dem Bleistift, und ich murkste munter so weiter; das muss man sich mal vorstellen: ich löse das Problem des Fermat! (Aber die Zeit verging vorbildlich dabei).“ Leider ist der Beweis fehlerhaft, erst 1994 konnte der endgültige Beweis durch Andrew Wiles erbracht werden.
Der zweite Teil verbindet eine Liebesepisode mit philosophischen Gedanken über die Menschen. Zu Beginn, am 20. Mai 1962, schreibt der Erzähler einen Brief an den amerikanischen Professor Stewart, in dem er dessen vor dem Atomkrieg in seinem Buch Man. An Autobiography veröffentlichte Auffassungen über die Menschheitsgeschichte scharf kritisiert („in aufrichtiger Verachtung“) und entwirft anschließend einen anspruchsvollen literarischen Test. Er wandert wie im ersten Teil in der Gegend herum und wird, als er wie Robinson Crusoe „am Waldrand so für [s]ich hin[geht]“, plötzlich beschossen. Ihm gelingt es aufgrund seiner Geländekenntnis, in den Rücken des Schützen zu kommen und ihn niederzuschlagen. Dass es sich dabei um eine Frau handelt, ist für den Ich-Erzähler ein regelrechter Schock. Er beschließt, ihre Waffen während ihrer noch andauernden Bewusstlosigkeit heimlich zu entladen und ihr nach ihrem Aufwachen die Gelegenheit zu geben, sein Angebot eines „Waffenstillstands“ aus der vermeintlich stärkeren Position anzunehmen. Es stellt sich heraus, dass ihre Schüsse auf einem Missverständnis beruhten: Aus großer Distanz hat sie sein Fernglas für eine Waffe gehalten und wollte sich verteidigen. Lisa Weber, so der Name der Frau, hat bei ihrer Wanderung von Osteuropa her nur einzelne Menschen getroffen, die jedoch allesamt umgekommen sind. Sie zieht in sein Haus mit dem warmen Ofen und den leckeren Nahrungsmitteln ein und der Einsiedler findet so eine Gefährtin. Es folgt eine kurze Phase spielerisch spontanen Zusammenlebens und sexuellen Rauschs („Golden und hitzig strömte der Nachmittag“), die den Ich-Erzähler für eine Adam-und-Eva-Boheme in idyllischer Natur begeistert und ihn zugleich zum bürgerlichen Pläneschmieden motiviert, mit Gartenbau („‚Nächste Woche machen wir Kartoffeln raus‘ mahnte ich nörgelig, aber sie rümpfte indigniert die Geburtstagsnase“) und gemeinsamem Haushalt („Das brauchen wir jetzt Alles doppelt“). Aber sie lässt vorsichtig ihre Zukunft offen („Woher wissen Sie denn, daß ich bleibe?“). In den Ruhepausen zwischen den Liebeleien diskutieren sie das Ende der Zivilisation und er hält ihr mit den Worten Wielands einen langen Vortrag über die „menschliche Gattung“, die „von Natur aus mit Allem versehen“ ist, „was zum Wahrnehmen, Beobachten, Vergleichen und Unterscheiden der Dinge nötig ist“, doch dessen „Allen ungeachtet, drehen sich die Menschen seit etlichen tausend Jahren immer in dem nämlichen Zirkel von Torheit, Irrtümern und Mißbräuchen herum, werden weder durch fremde noch eigene Erfahrungen klüger, kurz, werden, wenns hoch in einem Individuum kommt, witziger, scharfsinniger, gelehrter, aber nie weiser.“ Als Höhepunkt seines Vertrauens gibt er ihr seine intimste literarische Arbeit, die Memoiren über seine einsame, in seine Phantasiewelt eingesponnene Kindheit zu lesen („steif und mattsilbern stand in der Ferne der Zauberpark und wartete…“). Diese Lektüre ist für sie der Wendepunkt. Sie sagt ihm, dass sie nicht immer bleiben könne und noch mehr Menschen finden müsse. Seine Verneinung ihrer Fragen, ob er auch für Leser schreibe und ob er als Schriftsteller irgendeine propagandistische oder sittliche Aufgabe spüre, lässt sie seine egozentrische Persönlichkeit erkennen („es ist gerade noch Zeit, ehe ich ganz behäbig werde. Du bist mir zu stark“). „Ich muß! erklärt[-] sie entschlossen“ und begründet ihren Abschied mit ihrem Zigeunergeist („Mir gehts zu gut bei Dir“) und ihrer Entwurzelung durch drei Kriege. Der Ich-Erzähler versucht vergeblich sie zu halten. Er bleibt allein zurück: „der letzte Mensch. Noch einmal den Kopf hoch: da stand er grün in hellroten Morgenwolken. Auch Wind kam auf. Wind.“

## Entstehung und Veröffentlichung
Die Idee zu Schwarze Spiegel stammt bereits aus dem Jahr 1945, als Schmidt sie in britischer Kriegsgefangenschaft als längeres Gedankenspiel entwickelte. Wiederbelebt wurde die Idee aber erst 1951; Schmidt wohnte damals in Gau-Bickelheim nahe Mainz. Laut dem Tagebuch seiner Frau Alice fasste er am 6. Januar des Jahres das erste Mal einen genaueren Plan, wie die Idee auszuführen sei, und begann schon am folgenden Tag mit den Notizen. Er selbst notierte später auf dem Manuskript von Schwarze Spiegel:
„Materialsammlung: 7.1.1951, 20 Uhr – 19.5.51, 10 Uhr

Niederschrift:

1. Teil 1.5.51, 10.40 – 12.5.51, 9.15

2. Teil 13.5.51, 7.30 – 20.5.51, 12.30

3. Teil entfällt“
Während der Niederschrift kamen Schmidt plötzlich Zweifel an seinem Werk: Alice Schmidt vermerkte am 2. Juni 1951 in ihrem Tagebuch: „A. klagt, sein Schwarzer Spiegel würde nichts. Ist ganz verzweifelt, er könne nichts mehr. Ich tröste ihn […]“, kurz darauf hatte er sich aber beruhigt: „A. meint jetzt, es wäre etwas besser als Brands Haide“ (Tagebuch vom 12. Juni). Am 21. Juni sah Schmidt das Manuskript noch einmal durch und tippte es vom 22. bis 24. Juni in Reinschrift, die er am nächsten Tag an seinen damaligen Verlag Rowohlt schickte. Kurt W. Marek, Rowohlts Lektor, kritisierte, dass der bisherige Schluss keiner sei und schlug vor, der Autor solle sich einen neuen ausdenken, wogegen Schmidt heftig protestierte. Daraufhin nahm Heinrich Maria Ledig-Rowohlt am 21. Juli 1951 die Erzählung ohne Änderungen zur Veröffentlichung an. Er schlug vor, Schwarze Spiegel zusammen mit Brand’s Haide zu veröffentlichen. Schmidt stimmte zu, so dass das Buch im Oktober 1951 unter dem Titel Brand’s Haide. Zwei Erzählungen erscheinen konnte.
Bereits 1953 betrachtete Schmidt Schwarze Spiegel als Teil einer Trilogie, als deren andere Teile Brand’s Haide und der in diesem Jahr erschienene Kurzroman Aus dem Leben eines Fauns fungierten.

## Erzähltechnik
Schwarze Spiegel bedient sich mehrerer für Schmidt typischer Erzähltechniken. So wird die Handlung in einer Mischung aus Ich-Erzählung und innerem Monolog erzählt, wobei der Blick auch auf kleine und kleinste Details der Außenwelt leidenschaftlich genau bleibt. Dasselbe gilt für Gesten und Tonfälle beider Personen des Romans – hier vernachlässigt Schmidt bereits manchmal die Regeln der deutschen Rechtschreibung und nähert sich einer phonetischen Nachbildung der gesprochenen Sprache an, die er aber erst in späteren Werken auf die Spitze trieb. Im Satzbild fällt die von Schmidt in seinen Berechnungen I als Raster oder „PointillierTechnik“ charakterisierte elliptische Erzählweise auf: Das epische Kontinuum wird in kurze und kürzeste Absätze aufgesplittert, die jeweils die Momentaufnahme einer Wahrnehmung, eines Gedankens, einer Situation beschreiben. Diese einzelnen „snapshots“ sind im Layout durch Absätze mit hängendem Einzug und mit kursiv gesetztem Anfang gekennzeichnet. Was zwischen diesen Fragmenten geschieht oder gedacht wird, muss der Leser selbst rekonstruieren. Schmidt versucht so, die „Perlenkette kleiner Erlebniseinheiten“ darzustellen, die seiner Meinung nach das Leben ausmacht, denn „diesen epischen Fluß, auch der Gegenwart, [gibt es] gar nicht […] Die Ereignisse unseres Lebens springen vielmehr“.
Ein weiteres Merkmal schmidtscher Erzähltechnik ist die Bezugnahme auf andere Texte durch Anspielungen oder gekennzeichnete und nicht gekennzeichnete Zitate. Auch Schwarze Spiegel ist davon geprägt. So beginnt der zweite Teil der Erzählung mit einer expliziten Bezugnahme auf den Text Man. An Autobiography des amerikanischen Schriftstellers und Wissenschaftlers George R. Stewart, den der Erzähler in einem Brief an den Autor verreißt. Über diese Textreferenz wird aber wiederum, diesmal indirekt, auf einen weiteren Text Stewarts verwiesen, denn dieser veröffentlichte 1949 die postapokalyptische Warnutopie Earth abides, die in Inhalt und Aufbau Parallelen zu Schwarze Spiegel aufweist. An anderer Stelle wird dem Erzähler eine seitenlange, wörtlich von Christoph Martin Wieland stammende Klage über die Irrationalität der Menschheit in den Mund gelegt. Auch sonst werden durchgehend Werke und Künstler genannt und anzitiert, etwa Das Gerücht von A. Paul Weber, Satanstoe von James Fenimore Cooper oder Under der linden von Walther von der Vogelweide (209). Diese intertextuellen Einschübe lassen sich oft direkt oder indirekt auf den Inhalt von Schwarze Spiegel beziehen. In einer Passage zitiert Schmidt sich auch selbst, wenn er den Anfang seiner Kurzerzählung Der Rebell (1941/49) in Form eines fiktiven biographischen Berichts seines Ich-Erzählers in Schwarze Spiegel hineinmontiert. Heinrich Schwier versteht Schwarze Spiegel daher als einen „literarischen Palimpsest“, d. h. als einen Text, der die „in vielen Schichten abgelagerten Erinnerungen, Erinnerungsreste und Signaturen verschiedener Zeiten“ konserviere.
Ein weiterer Bezugspunkt des Werkes ist Schmidts eigenes Leben und Schaffen, das oft beiläufig aufscheint. Einmal erwähnt der Erzähler den Ort Gau-Bickelheim, wo Schmidt die Erzählung verfasste, ein andermal dringt der Protagonist sogar in die ehemalige Wohnung der Schmidts im Mühlenhof in Cordingen ein.

## Analyse
Schwarze Spiegel ist geprägt vom inneren Konflikt des Erzählers, der hin- und hergerissen ist zwischen der Genugtuung darüber, endlich allein zu sein, und der Sehnsucht nach Gesellschaft. Auf der einen Seite steht die Beschreibung der menschenleeren Lüneburger Heide als Idylle: Die Natur wird oft in bis ins Detail ausgearbeiteten Bildern dargestellt, die etliche Topoi einer Idylle aufweisen. Vor allem die Beschreibung des Ortes, an dem der Erzähler sich ein Haus bauen will, erinnert an den traditionellen idyllischen Topos des locus amoenus: „Ich hatte die Richtung drinnen verloren, und fand mich plötzlich am Waldrand wieder, nur hundert Meter vom Schienenstrang, auf einem kleinen freien Stellchen. Wacholder bildeten zwei feine Halbkreise : das mußten sehr alte Pflanzen sein, der Größe nach zu urteilen […]. Auch war der Boden so fest und sauber, daß ich mich behaglich seufzend hingoß. Wunderbar! [/] […] [/] Mailicher Regen : ich saß darin gelassen wie ein Stein : schön, so am Waldrand durchzuregnen bei völliger Windstille (im Mai-Land; nicht Milano) und ich bewegte entzückt die feuchten Schultern und Waden“ (S. 214). Das eingeschobene Wortspiel „im Mai-Land; nicht Milano“ spielt auf die häufige Identifikation der perfekten Idylle mit Italien an, die sich vor allem in Johann Wolfgang von Goethes Italienischer Reise findet: Schmidt verlegt die Idylle aus dem südlichen Europa (Arkadien ist eine griechische Landschaft) in das von ihm geliebte norddeutsche Flachland. Darauf weisen auch noch einige weitere ironische Anspielungen auf Italien hin, etwa wenn Schmidt eine Szene auf einem neapolitanischen Marktplatz direkt im Anschluss mit einem norddeutschen „Hat viel geregnet.“ konterkariert (212f.).
Des Weiteren enthält Schwarze Spiegel das Motiv einer Robinsonade. Den Hinweis auf Daniel Defoes berühmten Robinson Crusoe gibt Schmidt in der Erzählung selbst: „Ich ging am Waldrand so für mich hin, buchstäblich : ganz ohne Vorsatz. Wie Robinson mit 2 Flinten, und, der Mittagssonne wegen, unter der weißen Schirmkappe […].“ Auch inhaltlich weist Schwarze Spiegel etliche Parallelen auf: Der „gestrandete“ Erzähler ist völlig auf sich gestellt, ernährt sich wie Robinson zunächst von den Hinterlassenschaften der Zivilisation (in Robinsons Fall in Gestalt des Schiffswracks), bevor er sich wie jener ein Haus baut und Felder anlegt. Auch Lisa lässt sich in diesem Sinne als weiblicher Freitag interpretieren. Anders als Robinson, der zum Schluss nach England zurückkehrt, sehnt sich der Erzähler in Schwarze Spiegel jedoch zumindest vorgeblich nicht in die verlorene Gesellschaft zurück. Die Zivilisation wird auch nicht – wie etwa in Johann Gottfried Schnabels Robinsonade Insel Felsenburg – neugegründet und wiederaufgebaut.
Die menschliche Zivilisation wird im Gegenteil teilweise heftig kritisiert, was schon mit dem die Erstausgabe einleitenden Widmungsgedicht beginnt: „Wissen Sie : dieses Buch ist für [/] Werner Murawski; [/] geboren den 29.11.1924 [/] in Wiesa bei Greiffenberg am Gebirge; [/] gefallen am 17.11.43 vor Smolensk; [/] wie unschwer zu errechnen [/] noch nicht 19 Jahr alt. Und er [/] der einzige Bruder meiner Frau, [/] der Letzte, [/] mit dem zusammen ich jung war : Oh : [/] […] [/] Und bereits wieder schwatzt jede Parte [/] von gemeiner Wehrpflicht : Was ? ? ! ! – Kammerknechte ; [/] Kobold und Eule ; [/] was krallt ihr die Pocher nicht fort ; [/] Werner schläft.“ Die Kritik am deutschen Militarismus wird auch innerhalb der Erzählung wieder sarkastisch aufgegriffen: „der Dank des Vaterlandes : das hieß in jenen guten Zeiten nach dem ersten Weltkriege : einen Leierkasten, und das Halsschild ‹keine Rente›. (Aber die Deutschen schrieen ja noch zweimal nach Männchen machen, und »Es ist so schön Soldat zu sein« : they asked for it, and they got it !)“ (S. 213). Im Gespräch mit Lisa breitet der Erzähler seine pessimistische Menschensicht aus, indem er eine längere Passage aus einem Werk Christoph Martin Wielands zitiert: Die Menschen nämlich raisonieren gewöhnlich nicht nach den Gesetzen der Vernunft.“

## Rezeption
Nachdem Schmidts Erstlingswerk Leviathan von der Kritik zumeist positiv bedacht und sogar mit dem Literaturpreis der Akademie der Wissenschaften und Literatur in Mainz ausgezeichnet worden war, wurde nun auch seine zweite Buchveröffentlichung, Brand’s Haide, für einen so neuen Autor außergewöhnlich ausführlich rezipiert. Im Zeitraum nach der Veröffentlichung von Brand’s Haide und vor dem Erscheinen des nächsten Buches Die Umsiedler, d. h. 1951–1953, erschienen 38 publizistische Texte über Schmidt, die zumeist die Neuerscheinung mit den beiden Erzählungen Brand’s Haide und Schwarze Spiegel behandelten, oft aber auch den Leviathan noch mitrezensierten. Von den 38 Texten hatten 23 einen positiven Tenor, zehn einen eher negativen, fünf lassen sich als neutral bezeichnen.
Die Rezensionen stützten sich zumeist auf den überschwänglichen Klappentext, den der Verlag Rowohlt dem Buch beigegeben hatte. Darin wurde Hermann Hesse mit dem Ausspruch zitiert, Schmidt sei „ein wirklicher Dichter“; Schmidt wurde als Nachfolger von James Joyce, Hans Henny Jahnn und Alfred Döblin bezeichnet; ihm wurde attestiert, er schreibe, „wie Georges Braque und Max Ernst malen“. Zu Schwarze Spiegel hieß es im Klappentext: „Die atomisierte Welt der Zukunft und die letzten Menschen werden visionär beschworen.“ Die Rezensionen des neuen Bandes gingen nun aus von diesen illustren Vergleichen und lehnten sie entweder ab oder bekräftigten sie, im Guten wie im Schlechten.
Der konservative Kritiker Hans Egon Holthusen rezensierte das Buch für die Deutsche Zeitung eher negativ. Er kritisiert die überschwängliche Schmidt-Rezeption und zitiert den Klappentext, den er ebenfalls für übertrieben hält. Holthusen weist darauf hin, dass Schmidt kein Avantgardist sei, sondern dass er vielmehr die Nachfolge von James Joyce antrete, mit dessen Stil derjenige Schmidts starke Ähnlichkeiten aufweise. Schmidt habe jedoch noch kein wirkliches Thema gefunden. Die Rezension schließt ab mit der Feststellung: „Auch er gehört zu den zahlreichen jungen Autoren, die leidenschaftlich experimentieren und für die Zukunft einiges versprechen.“
Hermann Kasack vergleicht Schmidt in seiner Rezension für die Neue Literarische Welt (Darmstadt) mit einem „poetischen Seismographen“, der „unerbittlich die Erschütterungen der äußeren und inneren Welt aufzeichnet“. Arno Schmidt ist für ihn „der kühnste Pionier der neueren deutschen Epik“. Kasack hebt besonders die „Dynamik des Worts“, die „Präzision der Aussage“ und den „Rhythmus der Sprache“ hervor.
Die 2006 erschienene kommentierte Studienausgabe in der Suhrkamp BasisBibliothek sowie ein Materialband von Jochen Hengst mit Vorschlägen für den Unterricht haben die Erzählung auch für den Schulunterricht zugänglich gemacht.

## Ausgaben
- Arno Schmidt: Schwarze Spiegel. In: Arno Schmidt: Brand’s Haide. Zwei Erzählungen. Rowohlt, Hamburg 1951, S. 153–259 (Erstausgabe).
- Arno Schmidt: Schwarze Spiegel. In: Arno Schmidt: Nobodaddy’s Kinder. Trilogie. Aus dem Leben eines Fauns, Brand’s Haide, Schwarze Spiegel. Rowohlt, Reinbek bei Hamburg 1963, S. 169–226 (Erstausgabe als Trilogie).
- Arno Schmidt: Schwarze Spiegel. In: Arno Schmidt: Leviathan und Schwarze Spiegel. Fischer Taschenbuch Verlag, Frankfurt am Main 1974, ISBN 3-436-01915-1, S. 41–141 (erste Taschenbuchausgabe).
- Arno Schmidt: Schwarze Spiegel. In: Arno Schmidt: Werke. Bargfelder Ausgabe. Werkgruppe I, Band 1, Haffmans, Zürich 1987, S. 199–260 (maßgebliche Ausgabe).
- Arno Schmidt: Schwarze Spiegel. Mit einem Kommentar von Oliver Jahn. Suhrkamp, Frankfurt am Main 2006, ISBN 978-3-518-18871-2 (Suhrkamp BasisBibliothek, Band 71; einführende Studienausgabe).

## Hörspielbearbeitung
- Schwarze Spiegel. Hörspiel mit Corinna Harfouch, Ulrich Wildgruber. Bearbeitung: Klaus Buhlert/Herbert Kapfer, Komposition und Regie: Klaus Buhlert. Bayerischer Rundfunk 1997. Länge: 86'03. Als Podcast/Download im BR Hörspiel Pool.[21]
- Schwarze Spiegel contd. Hörspiel von Anna Pein nach Arno Schmidt. Regie: Oliver Sturm. Mit Tilo Werner und Sascha Icks. NDR 2021